# مانويل سيلفا (لاعب رماية)
مانويل سيلفا هو لاعب رماية برتغالي، ولد في 16 نوفمبر 1971 في بورتو في البرتغال.

## وصلات خارجية
- مانويل سيلفا على موقع أوليمبيديا (الإنجليزية)